# كأس إيطاليا 2003–04
كأس إيطاليا 2003–04 (بالإيطالية: Coppa Italia 2003-2004)‏ هو الموسم 57 من كأس إيطاليا. أشرف على تنظيمه اتحاد إيطاليا لكرة القدم، وكان عدد الأندية المشاركة فيه 48، وفاز فيه نادي لاتسيو.